# 1149
Cette page concerne l'année 1149  du calendrier julien.
L'année 1149 est une année commune qui commence un samedi.

## Événements
- 11 janvier : l’Almoravide Yahia Ben Ghania est battu par les almohades dans la plaine de Grenade[1]. Le général almohade Barraz poursuit en Espagne les derniers survivants des Almoravides et repousse les troupes chrétiennes sur plusieurs fonts (1149-1150).

- 13 janvier : mort de Robert de Craon. Évrard des Barrès devient le troisième Grand-Maître de l’Ordre du Temple (fin en 1151)[2].
- 3 avril : Louis VII et Aliénor célèbrent Paques à Jérusalem avant de s’embarquer pour l’Europe à Acre[3].

- 29 juin : Shirkuh, l’oncle de Saladin, tue Raymond de Poitiers à la bataille de Fons Murez (Inab)[4]. Sa tête est envoyée dans un coffret d’argent au calife de Bagdad[5].

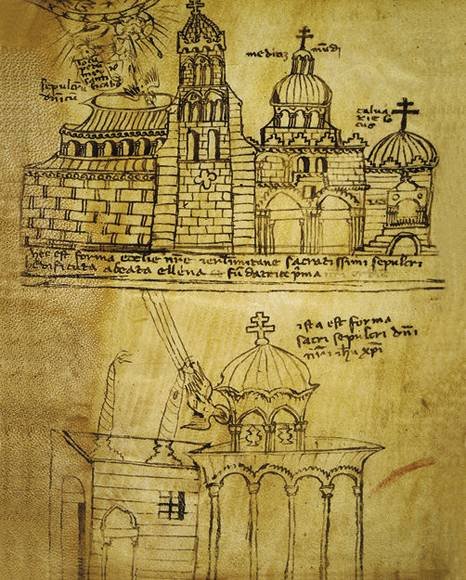
15 juillet : consécration du Saint-Sépulcre

- 15 juillet : consécration de la nouvelle basilique du Saint-Sépulcre, construite par les Croisés[2].
- 26 juillet : capitulation d’Apamée[6]. Nur ad-Din achève la reconquête du comté d’Édesse et harcèle les Croisés. Il prend à la principauté d’Antioche ses dernières places d’outre-Oronte (Apamée, Albara, Artah).
- 27 juillet : Iouri Dolgorouki attaque Kiev[7]. Début de la lutte entre Iziaslav II et son oncle Iouri Dolgorouki pour le titre de grand-prince de Kiev (fin en 1157).
- 29 juillet : Louis VII débarque en Calabre[8]. Il rencontre Roger II de Sicile à Potenza dans le courant du mois d’août[9]. La France devient hostile à Byzance. Suger et Bernard de Clairvaux préconisent une croisade contre les Grecs. L’opinion publique latine reste réticente.

- 23 août : Iouri Dolgorouki, victorieux de son neveu Iziaslav II s’empare de Kiev[10]. Le métropolite Klim doit quitter Kiev (fin en 1151)[11].
- 28 août : Mu’in ad-Din Unur, régent de Damas, meurt de la dysenterie. Le pouvoir échoit à l’héritier de Tughtekin, Mujir ad-Din Abaq, âgé de seize ans[12].

- Été[13] : Manuel Ier Comnène reprend Corfou à Roger II de Sicile avec l’aide de Venise[14].

- Automne : l’empereur byzantin Manuel Comnène doit renoncer à ses projets d’invasion de la Sicile et de l’Italie du Sud et doit aller dans les Balkans réprimer la révolte des Serbes et des Hongrois contre les Byzantins, soutenue par la diplomatie normande[15].

- 9 - 10 octobre : de retour d’Orient, Louis VII et Aliénor d’Aquitaine rencontrent le pape Eugène III à Tusculum (Frascati), qui tente de les réconcilier[16].

- 24 octobre : Reconquête chrétienne sur les musulmans de Lérida[17].

- 25 décembre : alliance entre l’empereur Manuel Ier Comnène et l’empereur germanique Conrad III de Hohenstaufen qui promet d’attaquer Roger II de Sicile[18].

- Ala Al-Din Al-Husayn, dit Jahansuz devient gouverneur de Ghôr (mort en 1161)[19].
- Thierry d'Alsace rapporte depuis Jérusalem à Bruges la relique du Saint-Sang du Christ et fait construire une basilique pour l'abriter[20].
- Siegfried von Truhendingen, évêque de Wurtzbourg, confirme la fondation de l'abbaye bénédictine de Mönchröden en Bavière.